# Абу Табіт I
Абу Табіт I (араб. أبو ثابت الأول; д/н —1352) — 7-й султан Держави Заянідів в 1348—1352 роках.

## Життєпис
Праонук султана Ягморасана. Син Абу Саїда Абд ар-Рахмана. Під час правління родича Абу Ташуфіна I брав участь в його походах. 1337 року після захоплення Тлемсену Маринідами, потрапив у полон до султана Абу'л Гасан Алі I, в складі військо якого брав участь у походах проти Хафсідів.
1348 року після поразки маринідського війська у битві біля Кайруану разом з братом Абу Саїд Усманом залишив військо. На їх бік перейшли берберські племена туджин і маграва. Брати захопили Тлемсен, перемігши мариіндського намісника Усмана ібн Ях'ю ібд Джарара. Тут Абу-Саїд Усман II оолосив про свою незалежність, а Абу Табіта співсултаном. Йому було доручено керування військом та управління племенами.
1351 року очолив війська проти повсталого Алі ібн Рашида клану Манділ з берберського племені маграва. Той оголосив себе незалежним, захопивши міста Тенес, Шершель. Втім Абу Табіт I переміг його та стратив.
25 червня 1352 року брав участь у запеклій битві на річці Іслі проти маринідського султана Абу Інан Фаріса, в якій внаслідок втечі арабського племені бану-амар заяніди зазнали поразки. Брата Абу Табіта I невдовзі було схоплено й страчено. Сам Абу Табіт втік до Тлемсену, де був оголошений одноосібним володарем. Але не зміг організувати тут оборону, відступивши до Алжиру.
На річці Шеліфф переміг Алі ібн Гаруна з клану Манділ, які знову повстали. Втім в Алжирі Абу Табіт I опинився в складній ситуації, оскільки проти нього повстали клани арабських племен, серед яких найпотужнішим був шейх Ванзимер ібн Аріф в фортеці Міліана. Тому султан виступив проти нього, взявши в облогу. Але в цей час сюди прибуло маринідське військо на чолі із візиром Фарісом ібн Маймуном. У вересні 1352 року завдав йому поразки біля Ігіль-Туфілін. Але не змін завершити знищення орога, оскільки в тил заянідському війську вдарив Ібн Аріф. Абу Табіт I відступив до Алжиру, втративши більшість війська.
З рештками намагався пробитися до Тунісу, але у битві на річці нісса зазнав остаточної поразки. Зі своїм візиром та 2 небіжами рушив до беджаї, де був схоплений та переданий султану Абу Інан Фарісу. Той передав полоненого клану бану-джарар, за рішенням шейхів якого Абу табіта було страчено як повста за вбивства Усмана ібн Ях'ї, намісника Тлемсену.